# Замок Грубый Рогозец
Грубый Рогозец (нем. Großrohosetz) — это замок, преобразованный в шлюзы, в том же районе на северо-западной окраине города Турнов, в котором расположен город. Замок с 2002 года находится под охраной, как национальный памятник культуры, которым управляет институт национального наследия, и доступен для публики.

## История
Замок Рогозец был основан примерно в 1280 году, по-видимому, Ярославом Ральским и его сыном Гавелом Фишем из Лемберки из рода Марквартов. С семидесятых годов XIV века замок принадлежал Маркварту из Вартенберга, который из-за личных разногласий с лужицкими соседями бросил им вызов. Это вызвало возмущение короля Вацлава IV. Один из его замков (Жлебы, Збирох, Рогозец) разрушен, Маркварт заключен в тюрьму, а имущество конфисковано. К 1422 году замок принадлежал королю, но был выкуплен лордами Михаловице. Во время Гуситских войн владельцем поместья был Ян Крулаты из Михаловице, где, будучи католиком, поддерживал короля Сигизмунда и выступал против гуситов. Ян Жижка зажег Турнов в 1424 году, но о судьбе Рогозца в то время сообщений нет.
С 1468 года замком владел Ян Товачовский из Чимбурка, после того как ему наследовала его овдовевшая жена Жанна де Лейс. Жанна начала в 1506 году перепланировку, которую продолжил Ян из Шельмберка и Кунрат Крайирж из Кружева. В 1516 году он приобрел замок с сегодняшним планом этажа.
С 1534 года замком снова владели Вартенберкове. Карел из Вартенберка преобразовал замок путем полного увеличения и частичной реконструкции замка. Восточное крыло было разделено открытой аркадой, замковый фасад приобрел сграффито отделку, а старая готическая башня была включена в восточный дворец.
В XVII веке после разгрома чешских войск у Белой горы замок перешел к Альбрехту Валленштейну. Подарен Рогозец его воину Николя Десфур-Сови из исконно французского дворянского рода. За владение родом Десфур Рогозец получил эпитет Грубый (то есть Большой), по разрешению от средней фермы и деревни Малый Рогозец. Сын Микулашува, Альбрехт Максимилиан, начал в 1675 году с реконструкции замка в стиле барокко. К югу от дворца была построена часовня в стиле раннего барокко, продолжающая двухэтажное здание.
Десфур-Сове придал замку в XIX веке его нынешний вид. В начале века был демонтирован деревянный балкон на втором этаже и заменены внутренние коммуникации. Аркады были обнесены стеной, а верхний этаж восточной башни снесен. Столовая была оборудована в неоготическом стиле. В работах после 1822 года участвовал в основном чешский архитектор Ян Филип Йоэндл, который также закупал неоклассическую штукатурку. Романтические элементы повлияли на интерьеры замка.
Аристократическая семья Десфур владела замком до 1946 года, до тех пор пока он не был экспроприирован государством на основании указов Бенеша. Его последним частным владельцем был Шарль Де Фур Вальдероде (1904—2000 гг.), которому в 1947 году вернули чехословацкое гражданство, но собственности он не имеет, поскольку из Чехословакии он эмигрировал после февраля 1948 года. После бархатной революции Карел Де Фур Вальдероде вернулся в Чехословакию, ему снова вернули чехословацкое гражданство и он предпринял усилия по реституции имущества, которое было в 1946 году экспроприировано, включая замок Грубый Рогозец. Попытки добиться реституции привели к длительному судебному разбирательству, в котором после смерти Шарля Де Фора Вальдерода в 2000 году продолжает участвовать его жена Йоханна Каммерландерова. В июне 2019 года апелляционный суд подтвердил требования рода Де Фур Вальдероде о реституции в отношении Рогозека. 9 Декабря 2021 года Окружной суд Семилечья на основании решения Верховного суда неправомочно отказал родственникам Шарля де Фура Вальдеродехо, имеющим право на это иммущество. После решения Конституционного суда замок будет возвращен наследнице последнего владельца Йоханне Каммерландеровой.

## Форма конструкции
Грубый Рогозец был построен на правом берегу реки Йизера. По жилым башням классифицируется как замок донжоновского типа, но из-за наличия северной башни может быть отнесен даже к замкам бергфритовского типа. После придания поздней готики в ходе перестройки приобрел характер блочной планировки.